# Samognat
Samognat är en kommun i departementet Ain i regionen Auvergne-Rhône-Alpes i östra Frankrike. Kommunen ligger  i kantonen Izernore som ligger i arrondissementet Nantua. Kommunens areal är 14,01 km². År 2022 hade Samognat 645 invånare.

## Befolkningsutveckling
Antalet invånare i kommunen Samognat
Referens: INSEE